# Pterolophia hirsuta
Pterolophia hirsuta là một loài bọ cánh cứng trong họ Cerambycidae.